# Ley Maza
Ley Maza es el nombre por el cual se conoce al Decreto Ley N° 328, publicado en el Diario Oficial el 12 de marzo de 1925, que modificó el Código Civil chileno, dando más autonomía a las mujeres en temas patrimoniales y de participación civil. Recibió su nombre del senador José Maza Fernández.

## Contenido
El decreto ley otorga derechos civiles a las mujeres y les otorgó capacidad jurídica para obrar en cierto tipo de actos, entre ellos, el reconocimiento de algunas atribuciones relacionadas con la patria potestad, y el otorgamiento de la institución de los bienes reservados, que autorizó a las mujeres casadas a administrar los frutos de su trabajo, tal como si se tratara del régimen conyugal de separación de bienes, ya que hasta ese entonces dichos bienes también eran administrados por el marido. Además, habilitó a las mujeres a atestiguar ante la ley.

### Transcripción
Decreto - Ley N° 328, que modifica las disposiciones vigentes sobre la capacidad legal de la mujer
(Publicado en el Diario Oficial núm, 14.128, de 16 de marzo de 1925 y reproducido en el núm.14.163, de 29 de abril del mismo año)
Núm. 328.— Santiago, 12 de marzo de 1925. — La Junta de Gobierno, de acuerdo con el Consejo de Secretarios de Estado, dicta el siguiente
DECRETO LEY:
Art. 1. Modíficanse las disposiciones vigentes sobre la capacidad legal de la mujer, en conformidad a las reglas que establece el presente decreto-ley.
Art. 2. La patria potestad corresponde a la madre, en las mismas condiciones que al padre, cuando éste muriere natural, civil o presuntivamente; cuando fuere puesto en interdicción y  cuando se decretare la emancipación judicial, respecto del mismo, de acuerdo con el artículo 267 del Código Civil. 
La condena por delito que merezca pena aflictiva es inhabilidad moral.
Art. 3. La madre pierde la patria potestad en los mismos casos que el padre y además al contraer un nuevo matrimonio.
Art. 4. La mujer divorciada por culpa del marido, tiene la patria potestad sobre los hijos que estén a su cargo, según las reglas generales.
Art. 5. La mujer puede en las mismas condiciones que el hombre, ser tutora o curadora; pero la mujer casada y no divorciada perpetuamente, necesita el consentimiento del marido o de la justicia en subsidio para ejercer en estos cargos.
Queda vigente la prohibición del artículo 450 del Código Civil, relativa a la curatela del marido disipador.
Art. 6. La curaduría de la mujer disipadora o incapaz se diferirá en primer lugar al marido, en conformidad a las reglas generales.
Art. 7. Puede, asimismo, la mujer, en iguales condiciones que el hombre, servir de testigo en cualquier acto o contrato.
Art. 8. En las capitulaciones matrimoniales pueden los esposos acordar la separación total de bienes.
Se aplicará en tales casos lo preceptuado en el párrafo 3. del título VI del libro I del Código Civil.
Art. 9. Se considera a la mujer separada de bienes, para la administración de aquéllos que sean fruto de su trabajo profesional o industrial.
Art. 10. Cuando los cónyuges que administren bienes separadamente colaboren en alguna industria o comercio, se establece entre ellos con relación a esa industria o comercio, una sociedad colectiva en que el marido es el socio administrador y en que las utilidades o cargas se dividen en conformidad a las reglas generales.
Art. 11. En el régimen de separación de bienes, la mujer casada puede dedicarse libremente al ejercicio de cualquier oficio, empleo, profesión, industria o comercio, a menos que el juez, en juicio sumario, y a petición del marido, se lo prohíba.
Art. 12. La mujer puede estar en juicio en causas concernientes a su administración separada.
Art. 13. El presente decreto-ley comenzará a regir desde la fecha de su publicación en el Diario Oficial.

Tómese razón, comuníquese, publíquese e insértese en el Boletín de las Leyes y Decretos del Gobierno.— Emilio Bello C. — C. A.  Ward. — Pedro P. Dartnell E.— José Maza.